# Heinrich Knorr

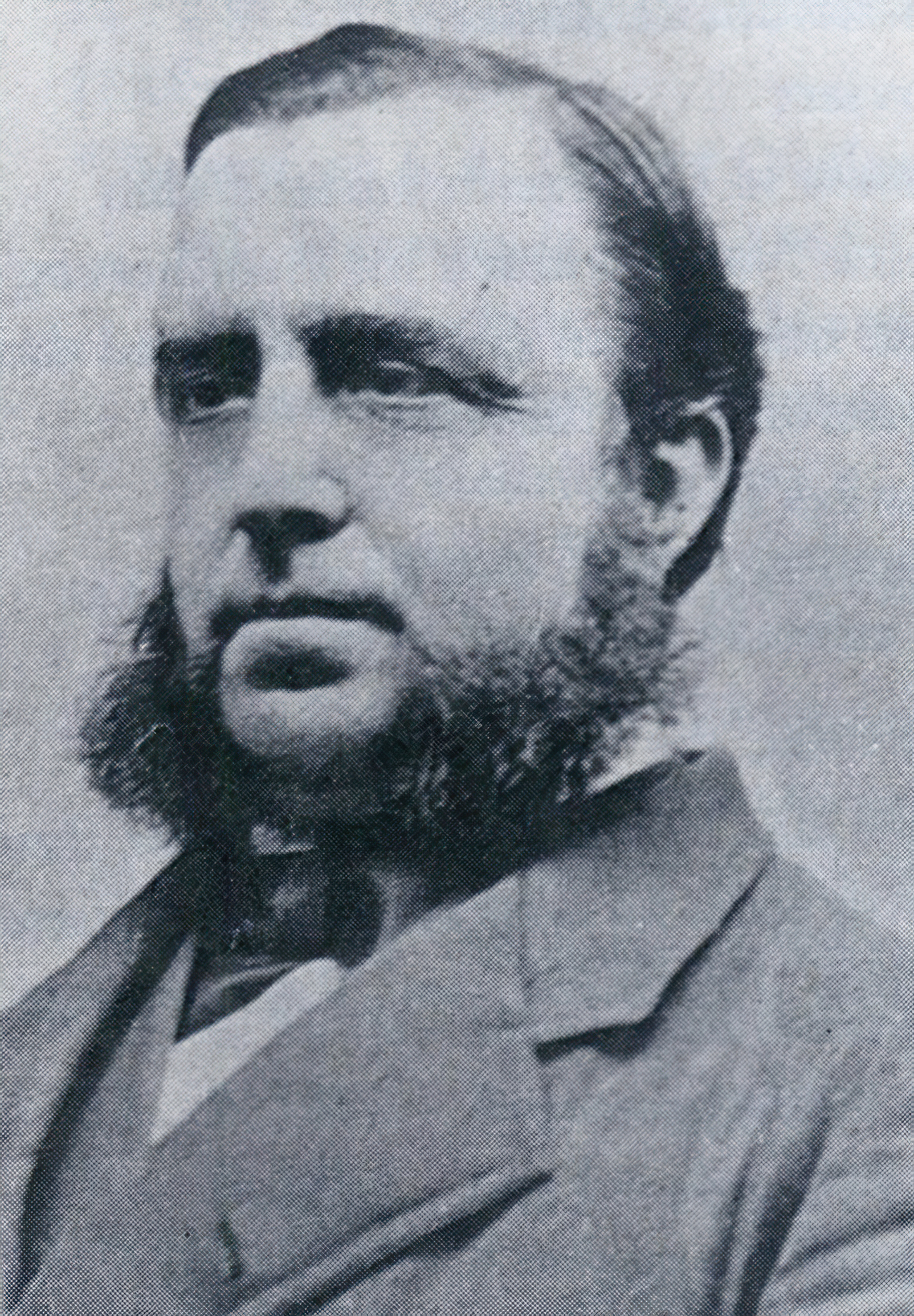
Heinrich Knorr von Rosenroth

Heinrich Knorr (ab 1886: Knorr von Rosenroth) (* 15. August 1830 in Gießen; † 23. Juli 1904 in Darmstadt) war ein hessischer Kreisrat und Präsident des Verwaltungsgerichtshofs Darmstadt.

## Familie
Heinrich Knorr war Sohn des Landrats des Landratsbezirks Gießen und Abgeordneten Christian Karl Ludwig Knorr (1800–1868) und dessen Frau Christiane Buff (1799–1844). Der Landgerichtspräsident Ludwig Knorr (1827–1905) war sein Bruder. Die Familie war evangelisch.
Heinrich Knorr heiratete Anna Katharina Rosina Künstler (1834–1913), Tochter des Oberleutnants Franz Künstler und dessen Frau Auguste, geborene Kast.

## Karriere
Heinrich Knorr wurde 1857 Ministerial-Sekretariats-Akzessist im Ministerium des Innern. 1858 wurde er Ministerial-Sekretär 2. Klasse und 1866 Ministerial-Sekretär 1. Klasse. Von 1867 bis 1872 war er Kreisrat des Kreises Bensheim. 1872 kehrte er als Ministerialrat in das Ministerium des Innern zurück. Für den 21. bis 25. Landtag (1872–1884) war er Mitglied der landesherrlichen Einweisungskommission (Landtagskommissar) für die Zweite Kammer der Landstände des Großherzogtums Hessen. 1879 wurde er zum Dr. phil. promoviert. 1898 wurde er Präsident des Verwaltungsgerichtshofs Darmstadt und noch im gleichen Jahr pensioniert.

## Weitere Engagements
- 1868 Mitglied der Kriegslastenkommission[1]

## Ehrungen
- 1868: Russischer Orden der Heiligen Anna[1]
- 1871: Russischer Sankt-Stanislaus-Orden II. Klasse[1]
- 1874: Ritterkreuz I. Klasse des Ludewigs-Ordens[1]
- 1879: Geheimer Staatsrat[1]
- 1880: Komturkreuz II. Klasse des Verdienstordens Philipps des Großmütigen[1]
- 1889: Komturkreuz I. Klasse des Verdienstordens Philipps des Großmütigen[1]
- 1896: Wirklicher Geheimer Rat[1]
- 1896: Dr. med. h. c.[1]
- 1898: Krone zum Komturkreuz II. Klasse des Verdienstordens Philipps des Großmütigen[1]
- 1901: Krone zum Komturkreuz I. Klasse des Verdienstordens Philipps des Großmütigen[1]